# Alba Hurup Larsen
Alba Hurup Larsen (Roskilde, 12 december 2008) is een Deens autocoureur.

## Carrière

### Karting
Hurup Larsen begon haar autosportcarrière in het karting op twaalfjarige leeftijd. Sinds 2022 krijgt zij ondersteuning van voormalig Formule 1-coureur en landgenoot Kevin Magnussen. In 2023 werd zij door de FIA, het Formule 1-team van Ferrari en Iron Dames uitgenodigd om deel te nemen aan het scoutingsprogramma FIA Girls on Track – Rising Stars, waar zij de seniorklasse won.

### Formule 4
In 2024 maakte Hurup Larsen de overstap naar het formuleracing en debuteerde zij in het Indiaas Formule 4-kampioenschap bij het team Speed Demons Delhi, waar zij in de eerste twee raceweekenden reed. Een zesde plaats op het Chennai Formula Racing Circuit was haar beste race-uitslag.

### F1 Academy
In 2025 debuteert Hurup Larsen in de F1 Academy met steun van Tommy Hilfiger bij het team MP Motorsport.